# Le Temple (Gironde)
Pour les articles homonymes, voir Le Temple.
Le Temple est une commune du Sud-Ouest de la France, située dans le département de la Gironde (région Nouvelle-Aquitaine).

## Géographie

### Localisation
Commune de l'aire d'attraction de Bordeaux située dans le Médoc à 45 km à l'ouest de Bordeaux.

### Communes limitrophes
Les communes limitrophes sont Saint-Médard-en-Jalles, Arès, Lanton, Le Porge, Sainte-Hélène, Saint-Jean-d'Illac, Salaunes et Saumos.

### Climat
Le climat qui caractérise la commune est qualifié, en 2010, de « climat océanique altéré », selon la typologie des climats de la France qui compte alors huit grands types de climats en métropole. En 2020, la commune ressort du même type de climat dans la classification établie par Météo-France, qui ne compte désormais, en première approche, que cinq grands types de climats en métropole. Il s’agit d’une zone de transition entre le climat océanique et les climats de montagne et le climat semi-continental. Les écarts de température entre hiver et été augmentent avec l'éloignement de la mer. La pluviométrie est plus faible qu'en bord de mer, sauf aux abords des reliefs.
Les paramètres climatiques qui ont permis d’établir la typologie de 2010 comportent six variables pour les températures et huit pour les précipitations, dont les valeurs correspondent à la normale 1971-2000. Les sept principales variables caractérisant la commune sont présentées dans l'encadré ci-après.
| Paramètres climatiques communaux sur la période 1971-2000 - Moyenne annuelle de température : 12,7 °C - Nombre de jours avec une température inférieure à −5 °C : 2,7 j - Nombre de jours avec une température supérieure à 30 °C : 6 j - Amplitude thermique annuelle : 13,5 °C - Cumuls annuels de précipitation : 1 016 mm - Nombre de jours de précipitation en janvier : 12,8 j - Nombre de jours de précipitation en juillet : 7 j |

Avec le changement climatique, ces variables ont évolué. Une étude réalisée en 2014 par la Direction générale de l'Énergie et du Climat complétée par des études régionales prévoit en effet que la  température moyenne devrait croître et la pluviométrie moyenne baisser, avec toutefois de fortes variations régionales. La station météorologique de Météo-France installée sur la commune et mise en service en 1984 permet de connaître l'évolution des indicateurs météorologiques. Le tableau détaillé pour la période 1981-2010 est présenté ci-après.
| Mois                                  | jan.           | fév.            | mars           | avril           | mai             | juin          | jui.           | août           | sep.            | oct.            | nov.             | déc.           | année     |
| ------------------------------------- | -------------- | --------------- | -------------- | --------------- | --------------- | ------------- | -------------- | -------------- | --------------- | --------------- | ---------------- | -------------- | --------- |
| Température minimale moyenne (°C)     | 1,5            | 1,5             | 2,9            | 5               | 8,6             | 11,2          | 12,5           | 12,4           | 9,6             | 7,8             | 4,1              | 2,2            | 6,6       |
| Température moyenne (°C)              | 5,7            | 6,6             | 9              | 11,2            | 15              | 17,8          | 19,5           | 19,7           | 16,8            | 13,7            | 8,8              | 6,3            | 12,5      |
| Température maximale moyenne (°C)     | 10             | 11,7            | 15,1           | 17,4            | 21,4            | 24,4          | 26,6           | 27             | 24,1            | 19,6            | 13,5             | 10,4           | 18,5      |
| Record de froid (°C) date du record   | −20 15.01.1985 | −13,6 12.02.12  | −12,2 01.03.05 | −5,9 04.04.1996 | −1,3 14.05.1987 | 0 08.06.1989  | 3,1 04.07.1990 | 0,2 29.08.1989 | −1,2 30.09.1987 | −7,5 30.10.1997 | −11,9 23.11.1988 | −13,4 16.12.01 | −20 1985  |
| Record de chaleur (°C) date du record | 20,1 30.01.02  | 24,2 15.02.1998 | 26,9 15.03.12  | 33,2 30.04.05   | 36,1 30.05.1996 | 39,8 26.06.11 | 38,5 18.07.06  | 41,3 04.08.03  | 36,5 03.09.05   | 31,9 01.10.1997 | 24 08.11.1985    | 22 03.12.1985  | 41,3 2003 |
| Précipitations (mm)                   | 100,4          | 78,3            | 69             | 79,2            | 73,1            | 53,9          | 51,1           | 59,7           | 80,4            | 101,4           | 119,6            | 113,4          | 979,5     |

## Urbanisme

### Typologie
Au 1er janvier 2024, Le Temple est catégorisée commune rurale à habitat très dispersé, selon la nouvelle grille communale de densité à sept niveaux définie par l'Insee en 2022.
Elle est située hors unité urbaine. Par ailleurs la commune fait partie de l'aire d'attraction de Bordeaux, dont elle est une commune de la couronne,. Cette aire, qui regroupe 275 communes, est catégorisée dans les aires de 700 000 habitants ou plus (hors Paris),.

### Occupation des sols

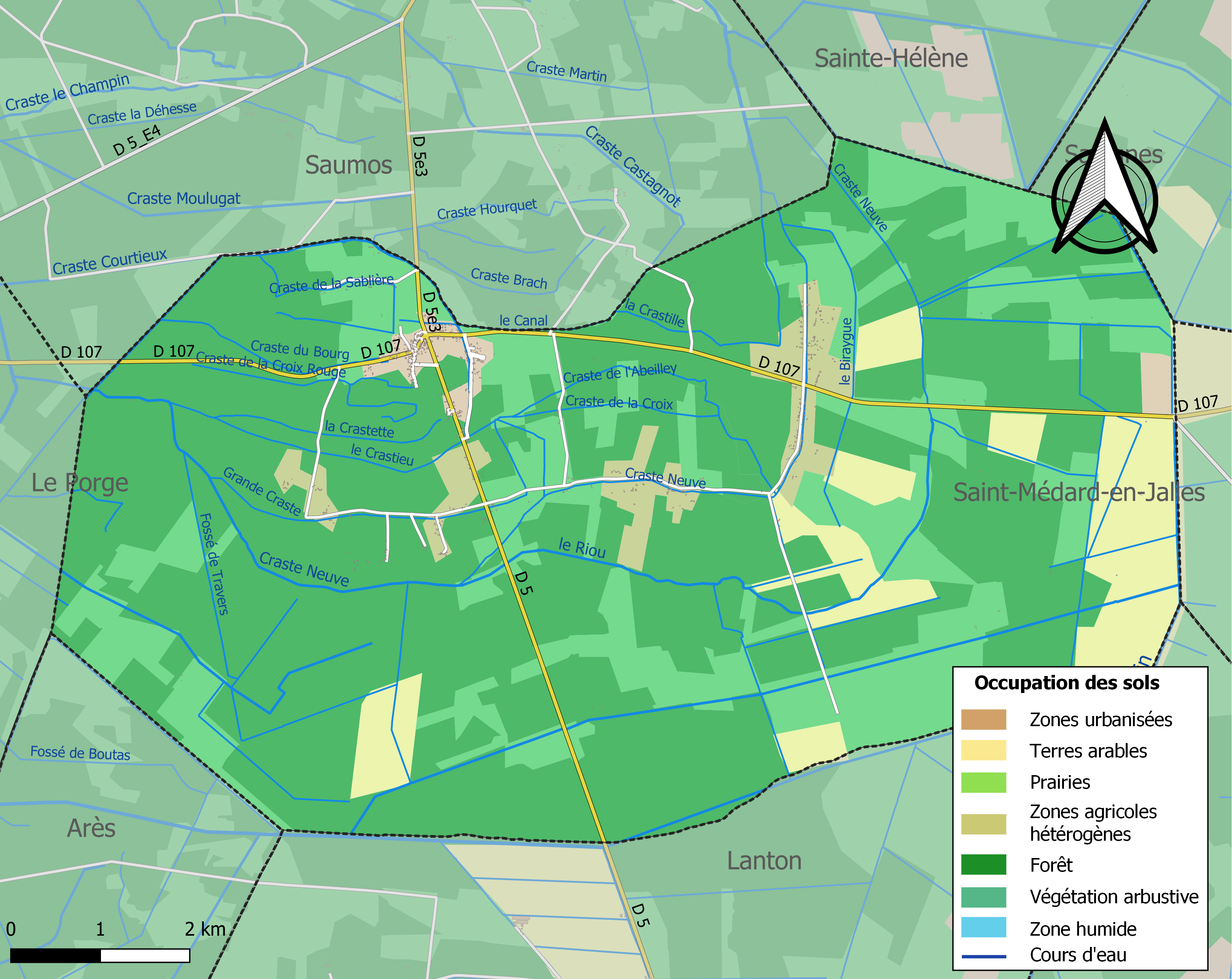
Carte des infrastructures et de l'occupation des sols de la commune en 2018 (CLC).

L'occupation des sols de la commune, telle qu'elle ressort de la base de données européenne d’occupation biophysique des sols Corine Land Cover (CLC), est marquée par l'importance des forêts et milieux semi-naturels (86,9 % en 2018), en diminution par rapport à 1990 (89,2 %). La répartition détaillée en 2018 est la suivante : 
forêts (64,1 %), milieux à végétation arbustive et/ou herbacée (22,8 %), terres arables (7,7 %), zones agricoles hétérogènes (3,7 %), zones urbanisées (0,9 %), cultures permanentes (0,4 %), mines, décharges et chantiers (0,3 %). L'évolution de l’occupation des sols de la commune et de ses infrastructures peut être observée sur les différentes représentations cartographiques du territoire : la carte de Cassini (XVIIIe siècle), la carte d'état-major (1820-1866) et les cartes ou photos aériennes de l'IGN pour la période actuelle (1950 à aujourd'hui).

### Risques majeurs
Le territoire de la commune du Temple est vulnérable à différents aléas naturels : météorologiques (tempête, orage, neige, grand froid, canicule ou sécheresse), feux de forêts et séisme (sismicité très faible). Un site publié par le BRGM permet d'évaluer simplement et rapidement les risques d'un bien localisé soit par son adresse soit par le numéro de sa parcelle.
Le Temple est exposée au risque de feu de forêt. Depuis le 20 avril 2016, les départements de la Gironde, des Landes et de Lot-et-Garonne disposent d’un règlement interdépartemental de protection de la forêt contre les incendies. Ce règlement vise à mieux prévenir les incendies de forêt, à faciliter les interventions des services et à limiter les conséquences, que ce soit par le débroussaillement, la limitation de l’apport du feu ou la réglementation des activités en forêt. Il définit en particulier cinq niveaux de vigilance croissants auxquels sont associés différentes mesures,.
La commune a été reconnue en état de catastrophe naturelle au titre des dommages causés par les inondations et coulées de boue survenues en 1982, 1999 et 2009.

## Histoire

### Les Templiers
La commune tire son nom de l'implantation, à quelques kilomètres à l'est du bourg, d'une commanderie des Templiers, appelée le Temple de Sautuges.

## Politique et administration
| Période                                  | Période                   | Identité               | Étiquette | Qualité                                |
| ---------------------------------------- | ------------------------- | ---------------------- | --------- | -------------------------------------- |
| 1971                                     | 1989                      | Jacques Robert         |           |                                        |
| mars 1989                                | 2008                      | Guy-Alain Delugin      |           |                                        |
| mars 2008                                | janvier 2021 (démission). | Jean-Luc Pallin        |           | Agriculteur                            |
| janvier 2021                             | En cours                  | Karine Nouette-Gaulain | Horizons  | Médecin-réanimateur au CHU de Bordeaux |
| Les données manquantes sont à compléter. |                           |                        |           |                                        |

## Démographie
L'évolution du nombre d'habitants est connue à travers les recensements de la population effectués dans la commune depuis 1793. Pour les communes de moins de 10 000 habitants, une enquête de recensement portant sur toute la population est réalisée tous les cinq ans, les populations de référence des années intermédiaires étant quant à elles estimées par interpolation ou extrapolation. Pour la commune, le premier recensement exhaustif entrant dans le cadre du nouveau dispositif a été réalisé en 2005.

En 2022, la commune comptait 648 habitants, en évolution de +7,11 % par rapport à 2016 (Gironde : +6,91 %, France hors Mayotte : +2,11 %).
| 1793 | 1800 | 1806 | 1821 | 1831 | 1836 | 1841 | 1846 | 1851 |
| ---- | ---- | ---- | ---- | ---- | ---- | ---- | ---- | ---- |
| 500  | 449  | 458  | 513  | 576  | 523  | 583  | 596  | 610  |

| 1856 | 1861 | 1866 | 1872 | 1876 | 1881 | 1886 | 1891 | 1896 |
| ---- | ---- | ---- | ---- | ---- | ---- | ---- | ---- | ---- |
| 598  | 572  | 593  | 557  | 530  | 534  | 527  | 608  | 563  |

| 1901 | 1906 | 1911 | 1921 | 1926 | 1931 | 1936 | 1946 | 1954 |
| ---- | ---- | ---- | ---- | ---- | ---- | ---- | ---- | ---- |
| 504  | 512  | 488  | 449  | 420  | 392  | 377  | 318  | 394  |

| 1962 | 1968 | 1975 | 1982 | 1990 | 1999 | 2005 | 2006 | 2010 |
| ---- | ---- | ---- | ---- | ---- | ---- | ---- | ---- | ---- |
| 387  | 344  | 403  | 467  | 431  | 498  | 498  | 510  | 524  |

| 2015 | 2020 | 2022 | - | - | - | - | - | - |
| ---- | ---- | ---- | - | - | - | - | - | - |
| 589  | 642  | 648  | - | - | - | - | - | - |

## Culture locale et patrimoine

### Lieux et monuments

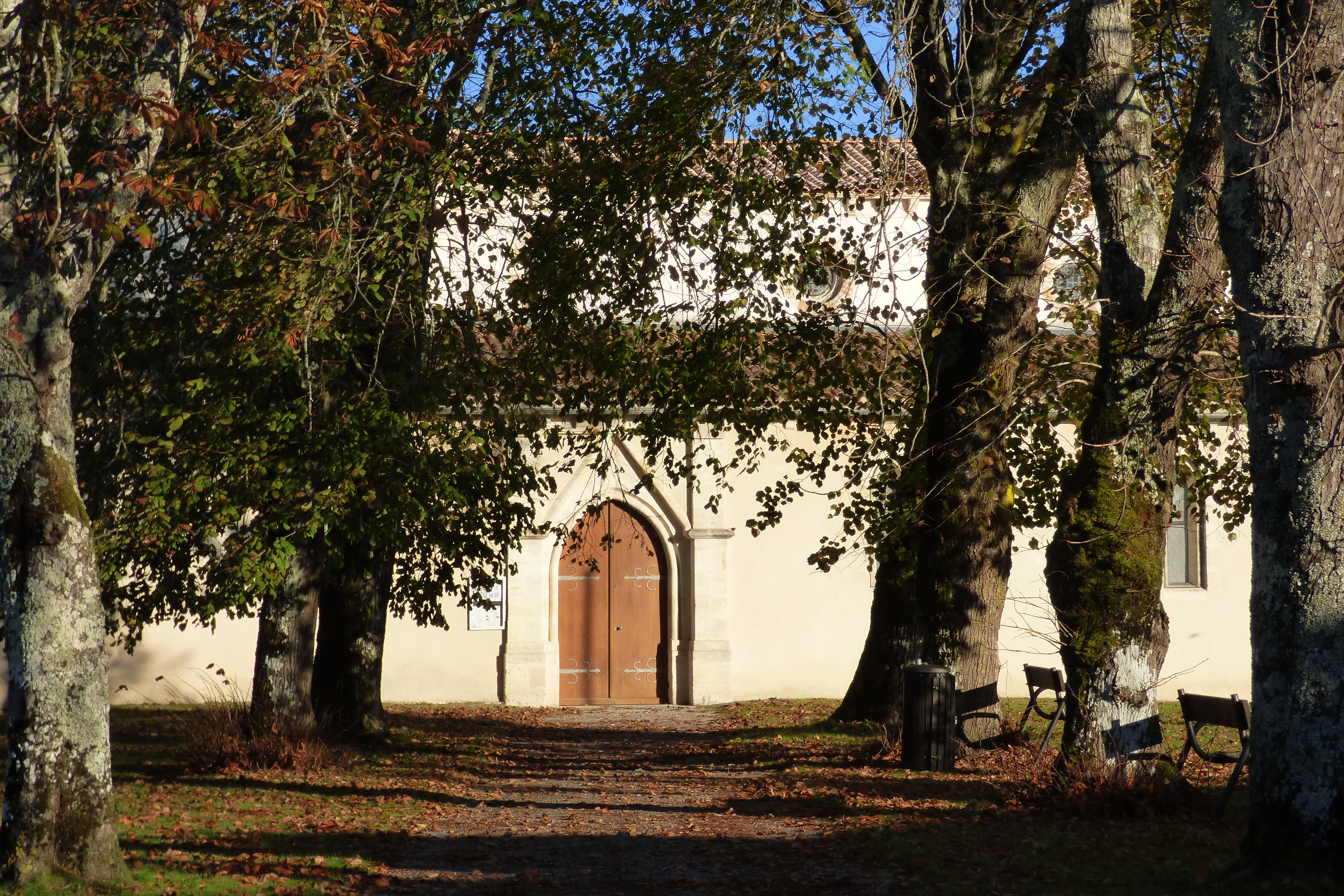
Église de Le Temple

- Église Saint-Sauveur du Temple

## Activités
- Terrain multisports du Temple

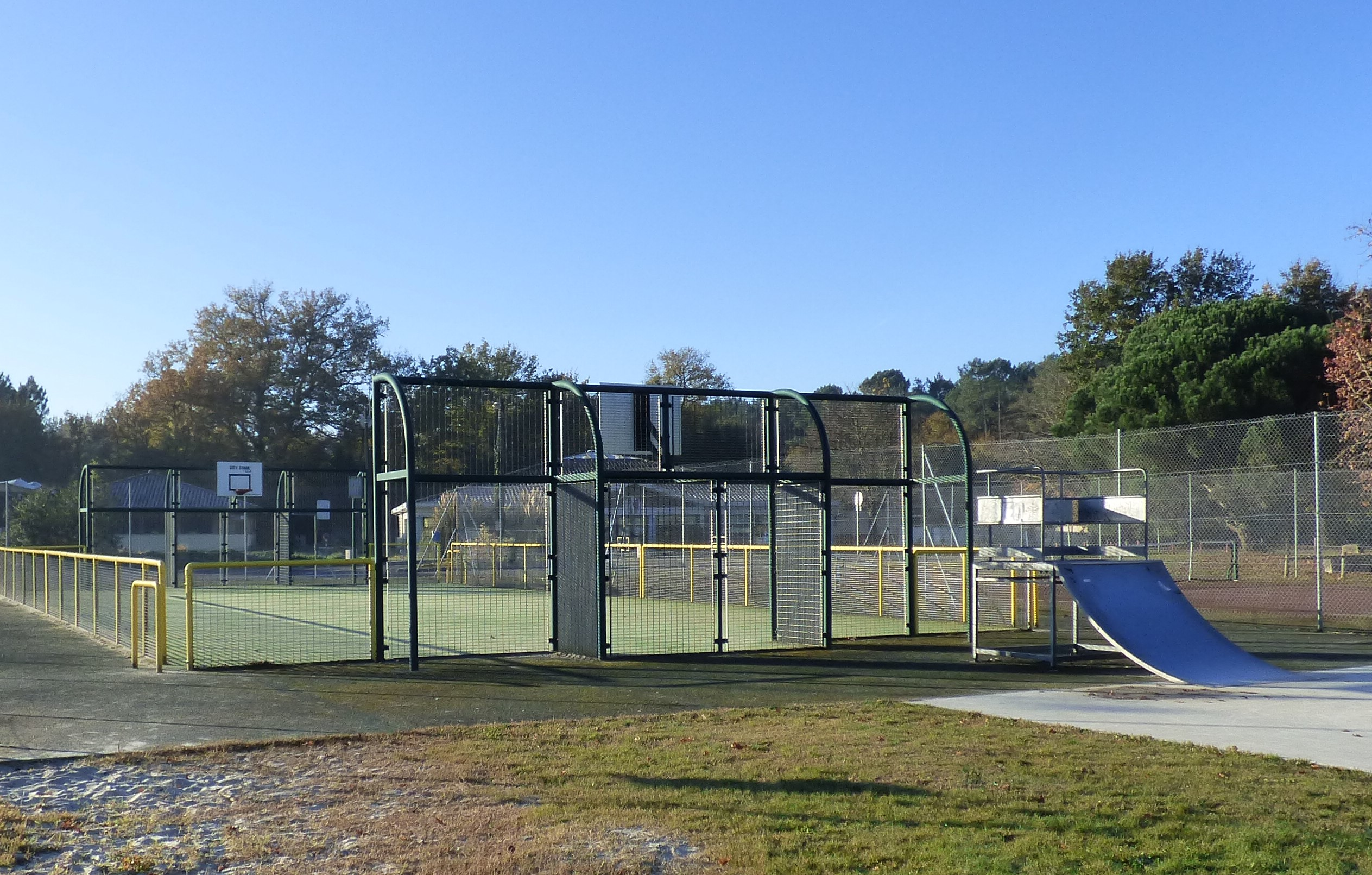
Terrain multisports Le Temple

- Terrain multisports Le TempleMarché hebdomadaire le dimanche matin

## Galerie de photos

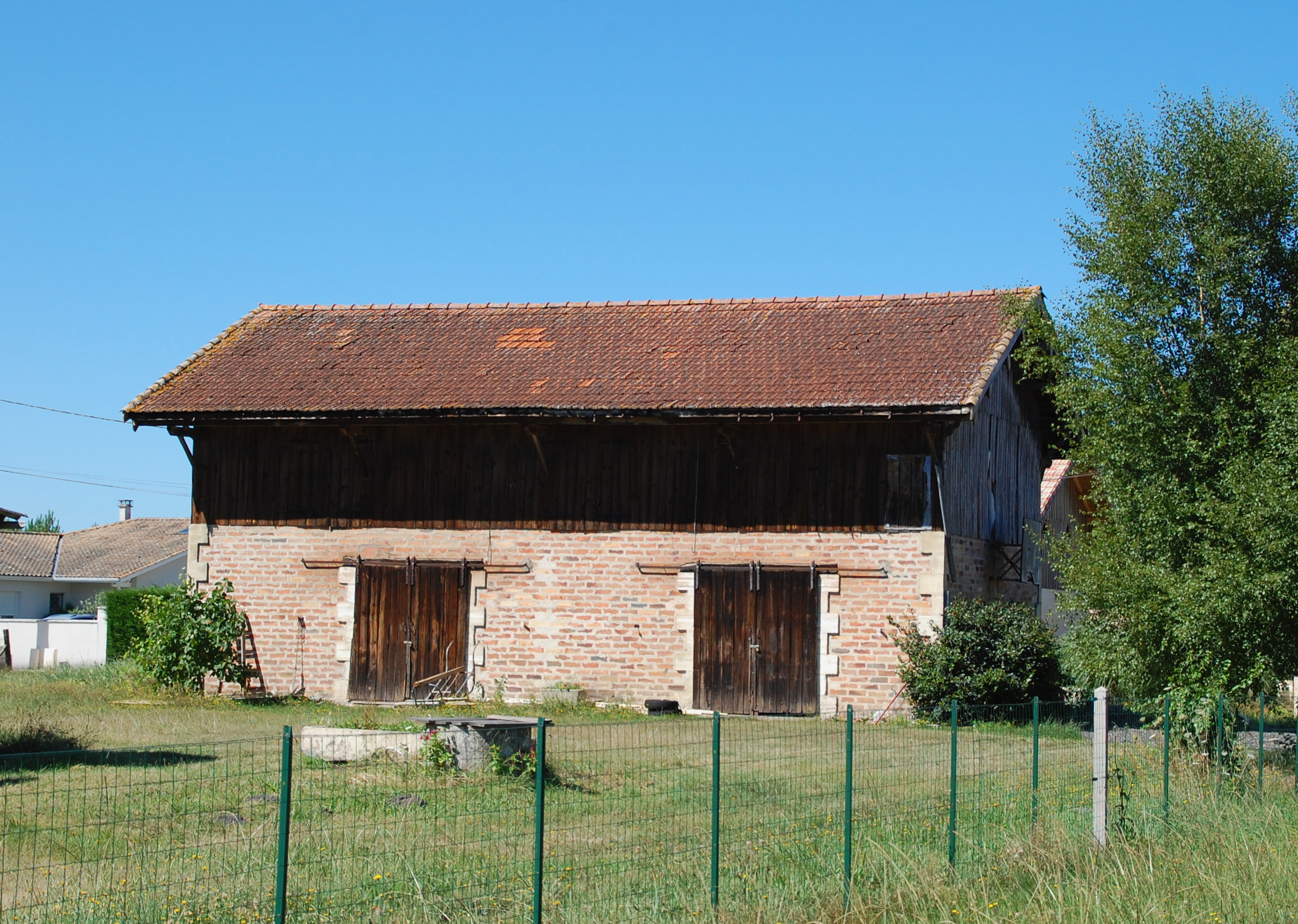
Grange
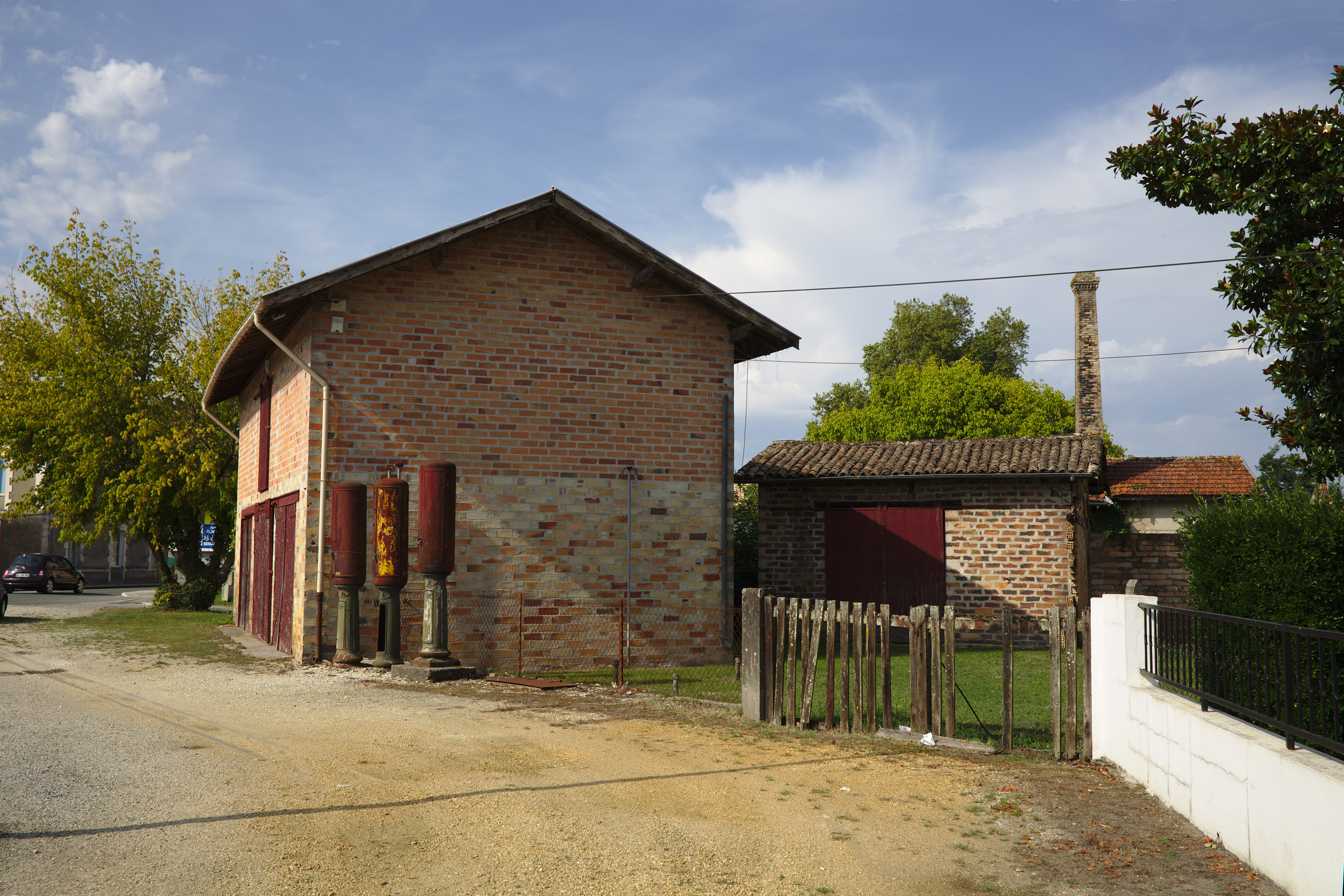
Vieilles pompes
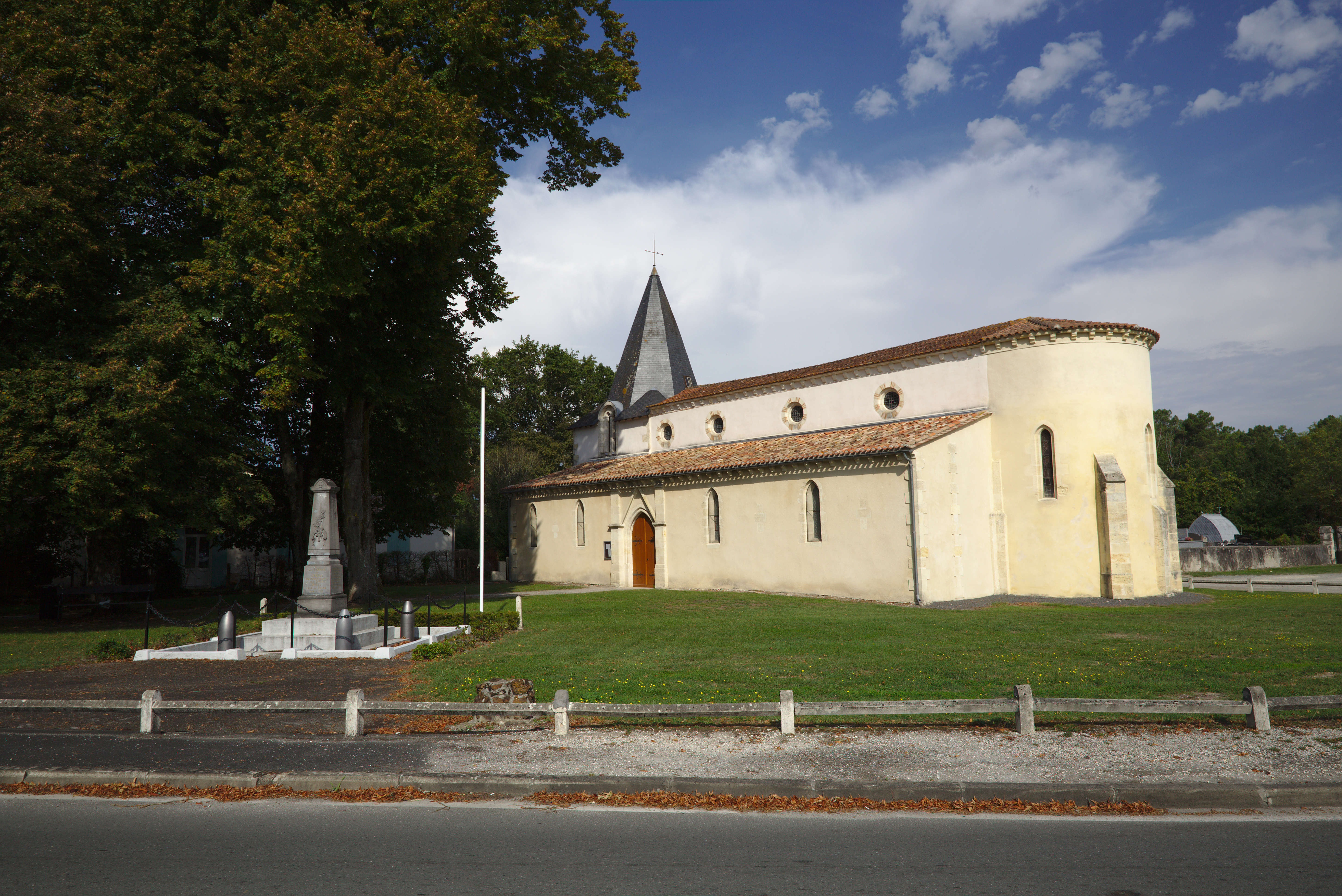
L'église
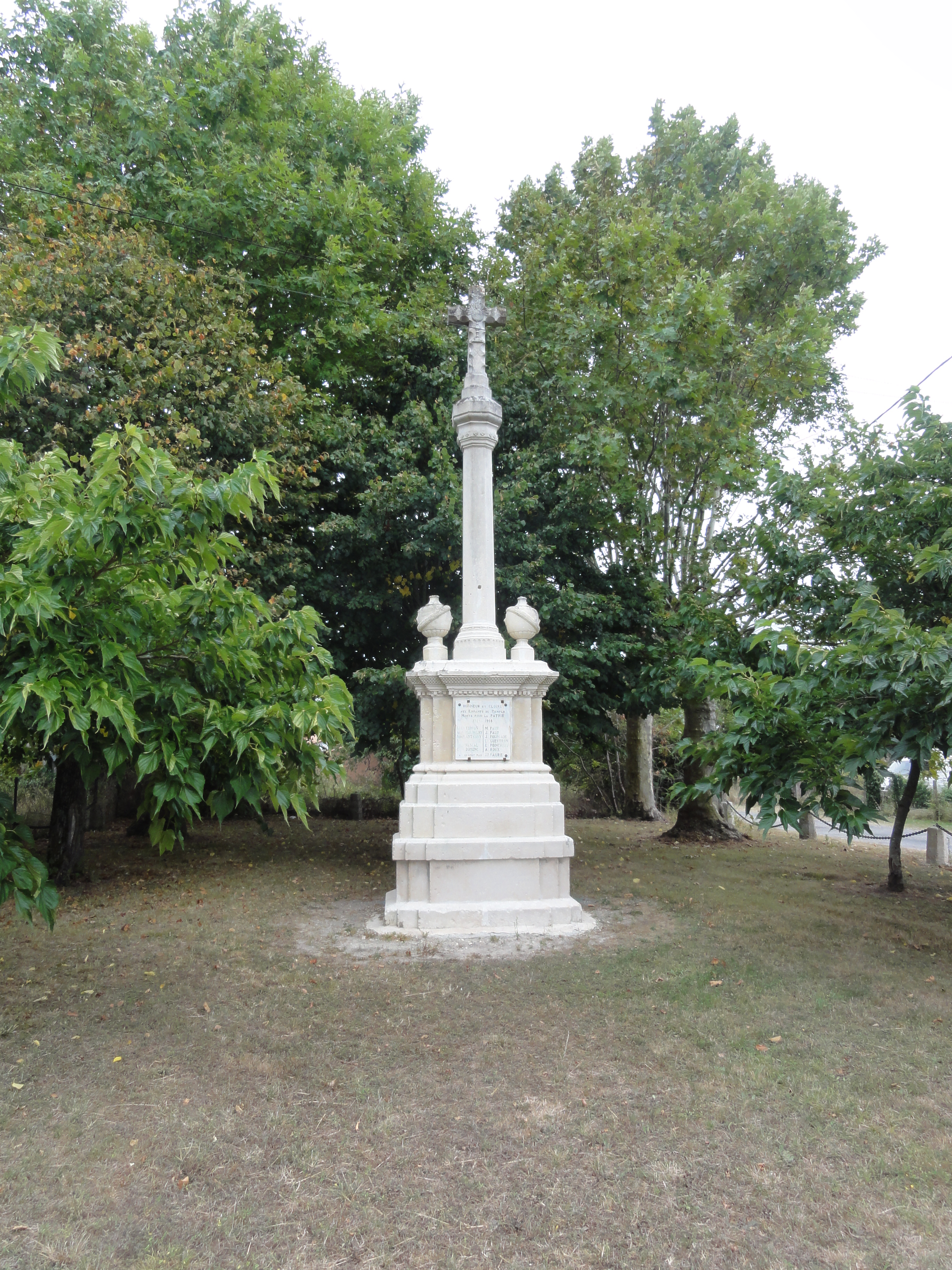
Croix
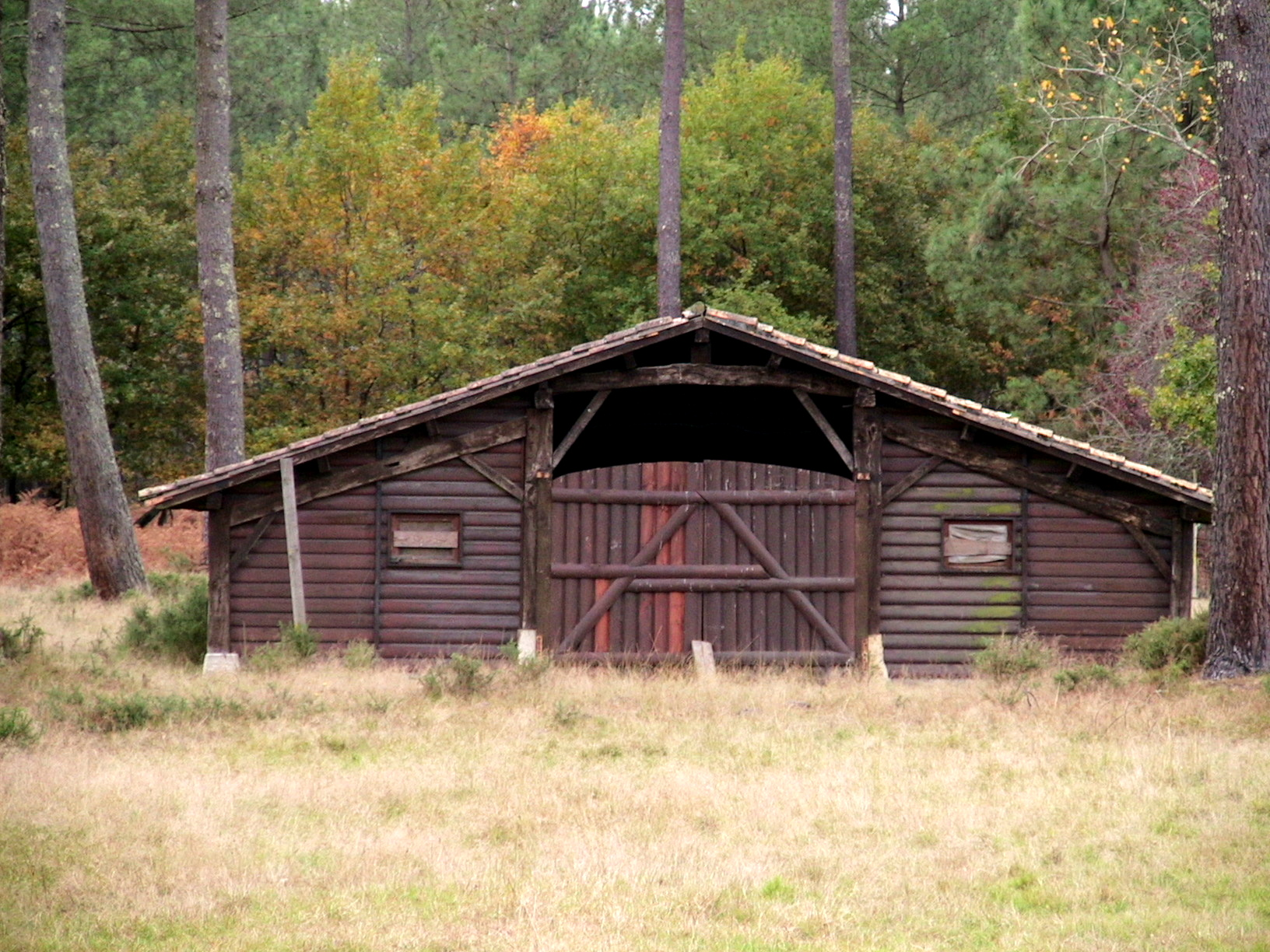
Abri en bois
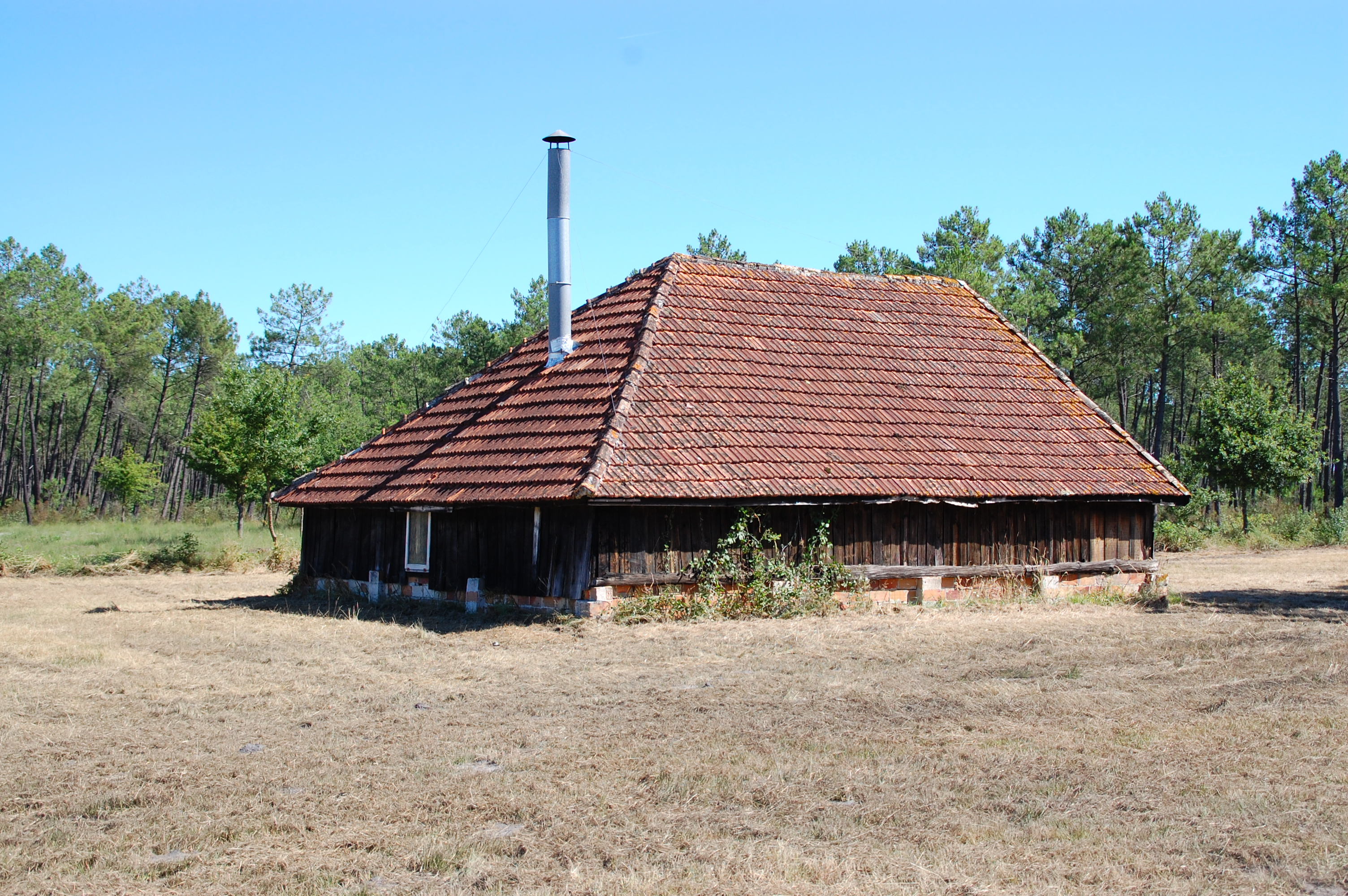
Cabane

### Héraldique
| Blason de Temple (Le) | Blason  | Taillé : au 1er d'azur à une branche et une coquille, rangées en barre accompagnées d'un soleil levant, le tout d'or, au 2e d'azur au chevreuil contourné d'argent senestré d'un pin du même, le tout sur une terrasse d'or ; au filet en barre d'argent brochant sur la partition. |
| Blason de Temple (Le) | Détails | Adopté par la municipalité. |